# Спинета (Орикола)
Спинета (итал. Spineta) је насеље у Италији у округу Л'Аквила, региону Абруцо.
Према процени из 2011. у насељу је живело 47 становника. Насеље се налази на надморској висини од 599 м.